# 애니콜 멀티터치 I
애니콜 멀티터치(Anycall Multi-touch)는 삼성전자에서 2007년 11월 4일에 출시한 스마트폰이다.